# Powrie Castle

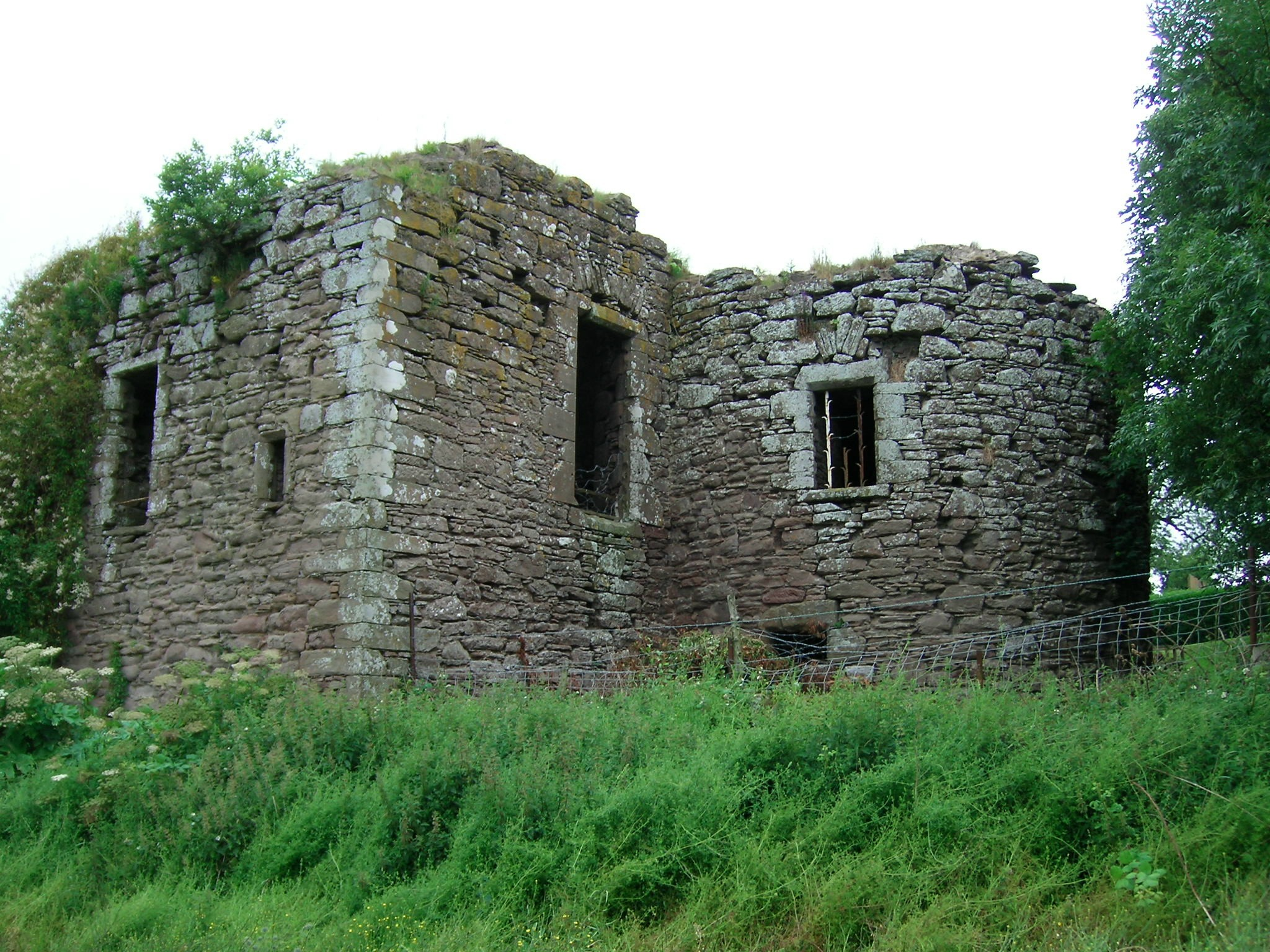
Ruine des Südflügels von Südosten

Powrie Castle ist die restaurierte Ruine einer Niederungsburg im Norden der schottischen Stadt Dundee.

## Geschichte
Die Burg wurde Anfang des 16. Jahrhunderts erbaut und 1548 von englischen Truppen, die damals in Balgillo stationiert waren, im Zuge des Rough Wooing zerstört. Danach wurde die Burg als zwei separate Gebäude wieder aufgebaut, die einen Innenhof umschließen.
Der Südflügel wurde als Tower House mit Z-förmigem Grundriss und Gewölbedecken errichtet. Dieses Gebäude ist heute eine Ruine. Sie gilt als Scheduled Monument.
Der Nordflügel entstand 1604 im Renaissancestil. Das Erdgeschoss ist ebenfalls mit Gewölbedecken versehen und das Gebäude dient als Wohnhaus. Historic Scotland hat das Gebäude als historisches Bauwerk der Kategorie A gelistet.
Für die Restaurierung des Nordflügels wurde ein Wettbewerb des National Trust for Scotland ausgeschrieben. Diesen Wettbewerb gewann William Strickland, der somit das Gebäude kaufen durfte. Heute dient der Nordflügel als privates Wohnhaus. Der Haupteingang befindet sich an der Tarago Road.